# Павел Павлов
Вижте пояснителната страница за други личности с името Павел Павлов.
Павел Борисов Павлов е български сценарист и режисьор, театрален постановчик, драматург, писател и преводач. Наричан „баща на телевизионния театър“, Павел Павлов има заснети над 50 постановки за телевизионния театър, над 30 телевизионни филма и е автор на над 20 театрални спектакъла. В литературата дебютира през 1981 г. с историческия роман за юноши за Светослав Тертер „Време на гарвани – време за орли”. Автор е на над 30 книги – спомени за актьори, с които е работил, пиеси, сценични хроники, разкази, повести, приказки и романи.

## Биография
Роден е в на 2 април 1934 г. в Червен бряг. Завършва френска гимназия. През 1958 г. се дипломира от ВИТИЗ „Кръстьо Сарафов" със специалност театрална режисура в класа на професор Кръстьо Мирски. През 1960 г. специализира телевизионна и кинорежисура в Берлин.
Павлов е един от основателите на телевизионния театър в Българската национална телевизия и на Драматичен театър „Сълза и смях”. Дълги години работи като режисьор постановчик в Студията за телевизионни филми „Екран“.

## Филмография
Като режисьор
- Вампир (ТВ, 1992)
- Омагьосаният замък (ТВ, 1990)
- Вечери в Антимовския хан (ТВ, 1988), 2 серии
- Делници и празници (ТВ 1986), 4 новели
- Горски хора (ТВ, 1985)
- Трите златни лъвчета (ТВ, 1984)
- Римска делва (ТВ, 1983)
- Есенно слънце (ТВ, 1982)
- Язовецът (ТВ, 1981)
- Нечиста сила (ТВ, 1978), 3 серии
- Чичовци (по Иван Вазов, 1976), 3 серии
- Господинката (по Генчо Стоев)
- Спилитим и Рашо (детски), 10 мини серии

Като сценарист
- Вампир (ТВ, 1992)
- Нечиста сила (ТВ, 1978), 3 серии
- Белимелецът (ТВ, 1974)

## Театрални постановки
- Едуардо де Филипо – „Милионерският Неапол“
- Лопе де Вега – „Изобретателната влюбена“
- Иван Радоев – „Светът е малък“
- Хенрик Ибсен – „Призраци“
- Уилям Шекспир – „Комедия от грешки“
- Калдерон де ла Барка – „Невидимата дама“
- Николай В. Гогол – „Женитба“
- Ст. Л. Костов – „Женско царство“
- Ги дьо Мопасан – „Развод по френски“
- Жан-Пол Сартр – „Случаят Некрасов“ („Жорж дьо Валери“)
- Евгени Шварц – „Обикновено чудо“
- Петър Незнакомов – „Хитър Петър“
- Вера Мутафчиева – „Из големия път“
- Джером Селинджър – „Очите ми зелени, устата ми хубава“
- Фани Попова-Мутафова – „Солунският чудотворец“
- „Душата ми е стон“ (Яворов, Мина, Лора) (драматург П. Павлов)
- Иван Вазов – „Митрофан и Дормидолски“
- Верена Канаан – „Аз, ти, мила, Анна“
- Стефан Груев – „Последните 13 дни на Борис III“
- Виктор Юго – „Мария Тюдор“

## Телевизионен театър
- Вацлав Хавел – „Аудиенция“ (1990)
- Цветана Нинова – „Обратно към небето“ (1989) (по мотиви от романа „Южна поща“ на Антоан дьо Сент Екзюпери)
- Йордан Йовков – „Милионерът“ (1988)
- Ст. Л. Костов – „Морската болест“ (1987)
- Иван Вазов – „С чужди – драг, вкъщи – враг“ (1985)
- „Страстната неделя“ (1978) (драматург П. Павлов)
- Пиер дьо Бомарше – „Севилският бръснар“ (1976)
- Н. В. Гогол – „Нос“ (1974)
- Молиер – „Скъперникът“ (1972)
- Кристофър Марлоу – „Трагичната история на д-р Фауст“ (1970)
- Иван Вазов – „Кандидати на славата“
- Любен Каравелов – „Българе от старо време“
- Мигел де Сервантес – „Интермедии“ („Саламанската пещера“, „Бдителният страж“, „Ревнивото старче“)
- Фриц Кун – „Кредит при Нибелунгите“
- „Адвокатът Патлен“
- Кристофър Марлоу – „Малтийският евреин“
- Уилям Шекспир – „Двамата веронци“
- Уилям Шекспир – „Напразни усилия на любовта“
- Оноре Балзак – „Делото за опекунство“
- Тирсо де Молина – „Севилският прелъстител“
- Ричард Шеридан – „Училище за сплетни“
- Карло Голдони – „Феодалът“
- Виктор Юго – „Лукреция Борджия“
- Викториен Сарду – „Мадам Сан Жен“
- Проспер Мериме – „Испанци в Дания“
- Алфред дьо Вини – „Разплатата“
- Алфред дьо Мюсе – „Увлечението“
- Александър Пушкин – „Каменният гост“
- Антон Страшимиров – „Свекърва“
- Джон Пристли – „Розата и венецът“
- Иван С. Тургенев – „Провинциалистката“
- Емануел Роблес – „Прозорецът“

## Книги[3][4]
- „Хастарът на историята“, пиеси, 2021, Издателска къща Библиоскоп Архив на оригинала от 2023-05-22 в Wayback Machine., ISBN 978-954-8586-28-3
- „Окървавената палитра: Караваджо“, роман, 2021, изд. Изкуства, София
- „Светослав Тертер, книга 3: Полетът на орлето“, роман, 2021, изд. Изкуства, София, ISBN 9786197243932
- „Било ли е, не е ли било: епистоларен роман“, 2020, Фабер, Велико Търново, ISBN 978-619-00-1212-2
- „Костеливите орехи“, пиеси, 2019, Издателска къща Библиоскоп Архив на оригинала от 2023-05-22 в Wayback Machine., ISBN 978-954-8586-25-2
- „Някога и много преди“, белетристика, 2018, Издателска къща Библиоскоп Архив на оригинала от 2023-05-22 в Wayback Machine., ISBN 978-954-8586-24-5
- „Шепа мигове“, Том IV: Спомени, 2017, Издателска къща Библиоскоп Архив на оригинала от 2023-05-22 в Wayback Machine., ISBN 978-954-8586-26-9
- „Наяве и насъне“, пиеси, 2016, Издателска къща Библиоскоп Архив на оригинала от 2023-05-22 в Wayback Machine., ISBN 978-954-8586-23-8
- „Нямало едно време: от приказка до приказка", приказки, 2016, изд. „Захарий Стоянов“ , София, ISBN 978-954-09-0831-1
- „Шепа мигове“, Том III: Спомени, 2014, Издателска къща Библиоскоп Архив на оригинала от 2023-05-22 в Wayback Machine., ISBN 978-954-8586-18-4
- „Светослав Тертер, книга 2: Орел срещу орлица“, роман, 2014, изд. Изкуства, София, ISBN 978-954-9463-98-9
- „Земя на божи длани, Част 2: Възпитание на чувствата“, роман, 2013, Делакорт, София, ISBN 978-954-690-038-8
- „Светослав Тертер, книга 1: Орел сред гарвани“, роман, 2012, изд. Изкуства, София
- „Земя на божи длани, Част 1: Опитомяване на страстите“, роман, 2012, Делакорт, София, ISBN 978-954-690-033-3
- „Шепа мигове“, Том II: Спомени за български писатели, 2010, Издателска къща Библиоскоп Архив на оригинала от 2023-05-22 в Wayback Machine., ISBN 978-954-8586-05-4
- „Шепа мигове“, Том I: Спомени за български актьори, 2010, Издателска къща Библиоскоп Архив на оригинала от 2023-05-22 в Wayback Machine., ISBN 978-954-8586-04-7
- „Дисаги бивалици и небивалици: разкази и приказки", 2009, изд. СемаРШ, София, ISBN 978-954-8021-96-8
- „Брод през времето", повести, 2009, изд. СемаРШ, София, ISBN 978-954-8021-99-9
- „Бутилка в морето", повести, 2007, изд. СемаРШ, София, ISBN 978-954-8021-85-2
- „Тъкачи на сънища", повест, 2006, изд. СемаРШ, София, ISBN 978-954-8021-79-1
- „Орфеида. Сценични хроники“, 2006, изд. СемаРШ, София, ISBN 954-8021-83-8
- „Пленени от спомена: Леда Тасева, Апостол Карамитев, Невена Коканова, Антон Горчев, Катя Паскалева, Кръстьо Мирски“, 2005, изд. СемаРШ, София, ISBN 954-8021-58-7
- „Слуга на две господарки или щрихи към незавършения портрет на телевизионния театър“ (с Радко Шопов), 2005, изд. СемаРШ, София, ISBN 954-8021-51-X
- „Ванга, каквато я видях“, 2003, ИК Марица, Пловдив, ISBN 954-9969-14-2
- „Нощна стража: Леда Тасева, Апостол Карамитев, Антон Горчев“, 2001, ИК Марица, Пловдив, ISBN 954-9969-10-X
- „Ездачът на мълнии: Роман-концерт за гений и епоха [за Кристофър Марлоу]“ , 2001, Делакорт, София, ISBN 954-8415-60-7
- „Невена, непознатата“, 2000, ИК Марица, Пловдив, ISBN 954-9969-09-6
- „Орфеида или Вариации за седмострунница“, пиеса, 1998, Делакорт, София
- „Градината и плевелите: Сцени от едно безвремие“, пиеса, 1997, Делакорт, София
- „Костеливият орех: Сцени от живота на Франсоа Вийон“, пиеса, 1994, Делакорт, София, ISBN 954-8415-07-0
- „Циганско лято“, роман, 1993, Индра, София
- „Страстната неделя: сцени из Велчовата завера“, пиеса, 1993, Делакорт, София
- „Орфеида: Митичен роман [за юноши]“, 1988, изд. „Отечество“, София
- „Торба лакърдии: Разкази“, 1985, изд. „Георги Бакалов“, Варна
- „Време на гарвани - време за орли: роман [за юноши за Светослав Тертер]“, 1981, изд. „Отечество“, София